# إليف باتومان
إليف باتومان (مواليد 1977)، كاتبة، وأكاديمية، وصحفية أمريكية، ومؤلفة كتب عديدة منها: كتاب «مذكرات»، و«الممسوس» (The Possessed)، ورواية «المغفلون» (The Idiot) التي وصلت إلى النهائيات في جائزة بوليتزر عن فئة الأعمال الخيالية لعام 2018. وهي كاتبة أيضًا في مجلة النيويوركر .

## النشأة والتعليم
ولدت إليف باتومان في مدينة نيويورك لأبوين تركيين، ونشأت في نيو جيرسي. ثم تخرجت في كلية هارفارد وحصلت على الدكتوراه في الأدب المقارن من جامعة ستانفورد. وأثناء دراستها للدراسات العليا درست باتومان اللغة الأوزبكية في سمرقند في أوزبكستان. وكانت أطروحتها بعنوان "The Windmill and the Giant: Double-Entry Bookkeeping in the Novel "،  وكانت الأطروحة تدور حول عملية البحث الاجتماعي والبناء الانفرادي التي يقوم بها الروائيون.

## السيرة المهنية
في فبراير 2010، نشرت باتومان كتابها الأول بعنوان: «الممسوسون: مغامرات مع الكتب الروسية والقرّاء» (The Possessed: Adventures with Russian Books and the People Who (Read Them، وكان الكتاب استنادًا إلى المواد التي نشرتها سابقًا في مجلة النيويوركر، ومجلة هاربر، ومجلة N + 1، والتي عرضت فيه تفاصيل تجربتها كطالبة دراسات عليا في الأدب المقارن في جامعة ستانفورد. كما أشاد الناقد دوايت غارنر في مراجعته للكتاب في صحيفة نيويورك تايمز أن «بهجة جذابة تشعر بها في حضور العبقرية الأدبية والجمال». 
في حين تستند رواية باتسمان «المغفلون» (The Idiot) جزئيًا إلى تجربتها الخاصة في التحاقها بجامعة هارفارد في منتصف التسعينيات وتدريس اللغة الإنجليزية في المجر في صيف عام 1996. وكانت الرواية قد ترشحت لنهائي جائزة بوليتزر للرواية 2018.
وقد عملت باتومان كاتبةً مقيمةً في جامعة كوتش في اسطنبول في تركيا، من عام 2010 إلى عام 2013. وتعيش حاليًا في نيويورك.

## المؤلفات

### كتب
- المغفلون (العنوان الأصلي: The idiot) (ردمك 978-1-594-20561-3) [12]

### مقالات وتقارير ومساهمات أخرى
- لها الكثير من المقالات والتقارير التي تنشر بعدة مجلات مثل مجلة النيويوركر والصحيفة البريطانية الغارديان.[13]

## الجوائز
- جائزة مؤسسة رونا جافي للكتبة، 2007[14]
- جائزة وايتنج، 2010[15]
- المتأهل النهائي في جائزة بوليتزر، 2017